# Nūshān-e Soflá
Nūshān-e Soflá (persiska: نوشانِ سُفلَى, نوشان سفلی) är en ort i Iran.   Den ligger i provinsen Västazarbaijan, i den nordvästra delen av landet, 600 km väster om huvudstaden Teheran. Nūshān-e Soflá ligger 1 491 meter över havet och antalet invånare är 180.
Terrängen runt Nūshān-e Soflá är huvudsakligen kuperad. Nūshān-e Soflá ligger nere i en dal. Runt Nūshān-e Soflá är det ganska tätbefolkat, med 185 invånare per kvadratkilometer. Närmaste större samhälle är Urmia, 15,9 km nordost om Nūshān-e Soflá. Trakten runt Nūshān-e Soflá består i huvudsak av gräsmarker.